# Berry Withuis
Berend Jan (Berry) Withuis (Zutphen, 20 januari 1920 – Zutphen, 16 januari 2009) was een Nederlands journalist, schaker en schaakorganisator. Withuis was overtuigd communist.

## Leven en werk
Berry Withuis werd in 1920 geboren in een gereformeerd gezin in Zutphen. Met zijn vrouw Jennie van Ringen (1921-2020) woonde hij decennia in Amsterdam, waar hij als schaker, schaakjournalist en schaakorganisator een belangrijke rol speelde in het populariseren van deze denksport. Withuis was actief lid van de Amsterdamse schaakclub VAS. Hij is de vader van Max en Jolande Withuis.

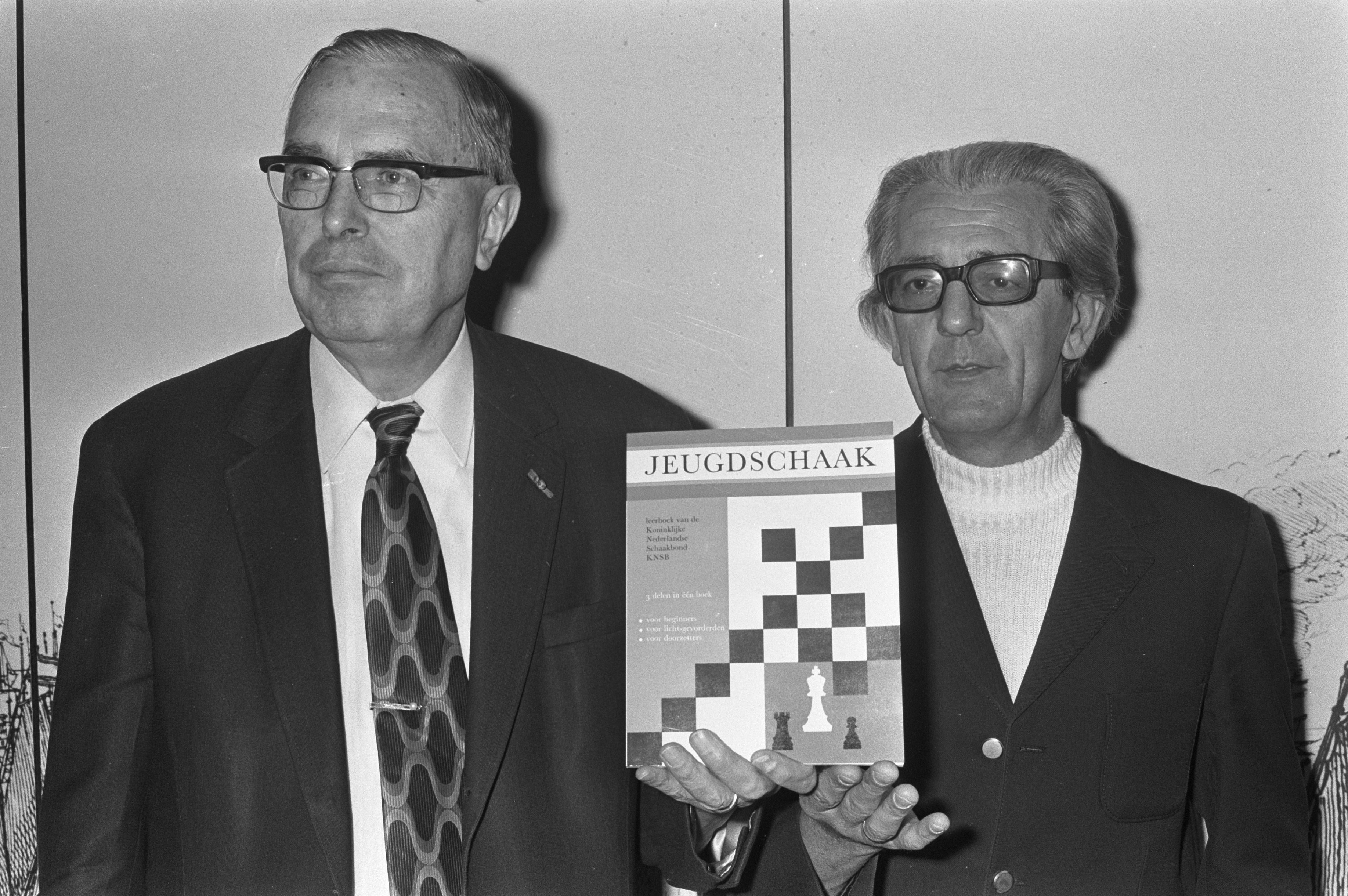
Max Euwe en Berry Withuis bij de presentatie van het boek Jeugdschaak (1972)

## Schaken
Withuis schreef over schaken voor De Waarheid, het Algemeen Dagblad, Vrij Nederland en voor diverse regionale kranten. Verder vormde hij bij tientallen toernooien en simultaanwedstrijden in zijn eentje de "Persdienst" waarmee hij een grote rol speelde in de organisatie. Daarover schreef hij vervolgens een enorme hoeveelheid publicaties en verslagen van toernooien (OHRA-, V&D-, IBM-, Hoogovens-, Niemeyer-, Friesche Vlag Toernooi, maar ook van het FIDE interzonale toernooi Amsterdam 1964 en van het WK-kandidatentoernooi Curaçao 1962).
Belangrijk waren ook de schaakcursussen voor kinderen en voor beginners die hij in de jaren zeventig ontwikkelde, voor Vroom & Dreesmann, Teleac en de AVRO.

## Karakter
Zoals Huub van Dongen het in zijn necrologie scherp samenvatte was Withuis een vat vol tegenstrijdigheden en "van enorme betekenis voor de schaaksport in Nederland. Withuis was CPN'er, maar had een scherpe commerciële blik. Hij was een chaoot, maar een uitstekende organisator. Hij speelde een grote rol in de organisatie van talloze schaaktoernooien in Nederland, maar had geen enkele officiële functie."

## Overlijden
Withuis overleed kort voor zijn 89e verjaardag. Hij werd in besloten kring begraven op de dag dat hij 89 jaar zou zijn geworden.
In 2018 is het boek Raadselvader uitgekomen dat over hem en het gezin Withuis gaat, geschreven door zijn dochter Jolande Withuis.

## Publicaties (selectie)
- B.J. Withuis: Schaken voor beginners. Hilversum, AVRO, 1983.
- B.J. Withuis: Jeugdschaak. 1e druk, Amsterdam, Vroom & Dreesmann, 1972. 11e druk, Amsterdam, 1987, ISBN 90-6104-038-8 (vert. in het Duits [Jugendschach], 1977, in het Spaans [Ajadrez], 1990, ISBN 950-9966-80-0, in het Turks [Gençler için satranç], 1991, ISBN 975-100405-5)
- B.J. Withuis: Schaken voor kinderen. Amsterdam, 1976. ISBN 90-318-9664-0
- B.J. Withuis: Schaken. Utrecht, Stichting Televisie Academie TELEAC, 1969.
- Candidates' chess tournament 1962, Curaçao, Netherlands Antilles, May - June 1962. [Issued by "SISONA" (Stichting voor Internationale Schaakontmoetingen in de Nederlandse Antillen. Ed.: "De Persdienst" (B.J. Withuis)]. Willemstad, SISONA, 1962.
- Hans Bouwmeester en B.J. Withuis: Michail Tal. Amsterdam, Ten Have, 1961.

## Publicaties over Berry Withuis
- Lex Jongsma: 'Alles normaal. Paragrafen en parafrasen over het 'genie Withuis'. In:  Matten, nr. 5, januari 2009.
- Jolande Withuis: De oorlog van mijn vader. Brummen, De Geiten Pers, 2017. Geen ISBN
- Jolande Withuis: Raadselvader - Kind in de Koude Oorlog. Amsterdam, De Bezige Bij, 2018. ISBN 978 94 031 0600 7